# Gilles Jullien
Gilles Jullien (Parijs, circa 1653 - Chartres, 14 september 1703) was een Franse componist en organist van de barok. 

## Leven en Werken
Over Gilles Julliens Loopbaan is weinig bekend. Men neemt aan, dat hij in Parijs bij de kring van leerlingen van Nicolas Lebègue, Guillaume-Gabriel Nivers of Nicolas Gigault behoorde. Bekend is dat hij op 6 december 1667 tot organist van de kathedraal van Chartres benoemd werd en daarmee op een van de belangrijkste orgels van Frankrijk speelde. In 1690 publiceerde Jullien zijn enige bewaarde werk, het Livre d'orgue, een orgelboek in de acht kerktoonladders voor feestelijke gelegenheden. Het werk bestaat uit 80 op zichzelf staande delen, 10 voor iedere toonsoort, de stukken bestaan uit preludes, fuga’s, duo’s, recetatieven, trompetbassen end dialogen. Deze vaak vijfstemmige stukken staan duidelijk onder de invloed van zijn Parijse leraar André Raison. 
De enige behouden compositie van Jullien naast het orgelboek is het motet Cantantibus organise voor drie mannenstemmen, 2 violen en basso continuo met op zichzelf staande instrumentpartijen, sologezang, duetten of terzetten met instrumentbegeleiding. Dramatisch Hoogtepunt vormt het chromatische slotdeel,vergelijkbaar met de fantaisie cromatique uit het orgelboek. 
Jullien werd op de dag van zijn overlijden in het kerkschip van de parochiekerk Saint Martin bijgezet. 
In 1952 verscheen door muziekhistoricus en organist Norbert Dufourcq een nieuwe uitgave van het Livre d’orgue.